# Malus ombrophila
Malus ombrophila är en rosväxtart som beskrevs av Hand.-mazz.. Malus ombrophila ingår i släktet aplar, och familjen rosväxter. Inga underarter finns listade i Catalogue of Life.